# Сидоровка (Могилёвский район)
Сидоровка (бел. Сідараўка) — деревня в составе Подгорьевского сельсовета Могилёвского района Могилёвской области Белоруссии.

## История
Упоминается в 1611 году как деревня в составе Вейнянского войтовства Могилевской волости в Оршанском повете ВКЛ. Предположительно в XVII веке исчезает, чтобы возродиться на том же месте в XX веке.

## Население
- 1999 год — 21 человек
- 2010 год — 24 человека